# Morón Air Base
Morón Air Base är en flygplats i Spanien.   Den ligger i provinsen Provincia de Sevilla och regionen Andalusien, i den södra delen av landet, 400 km söder om huvudstaden Madrid. Morón Air Base ligger 86 meter över havet.
Terrängen runt Morón Air Base är platt.Runt Morón Air Base är det ganska tätbefolkat, med 70 invånare per kvadratkilometer. Närmaste större samhälle är Utrera, 14,6 km väster om Morón Air Base. Trakten runt Morón Air Base består till största delen av jordbruksmark.